# Конструкции металлические деталировочные
Конструкции металлические деталировочные (чертежи КМД) – это детальные изображения и описания металлических конструкций, включающих размеры, формы, соединения и другие характеристики, необходимые для изготовления и сборки металлических изделий.
Чертежи КМД (конструкции металлические деталировочные) служат основным инструментом для проектирования, изготовления и сборки металлических конструкций. Они содержат подробную информацию о размерах, форме, соединениях и других характеристиках каждой детали, необходимой для ее изготовления и правильной сборки в рамках конструкции. Чертежи КМД являются основным средством коммуникации между проектировщиками, изготовителями и монтажными бригадами, обеспечивая точность и согласованность в процессе создания металлических конструкций.

## Состав пакета документации
Содержание комплекта документации чертежей конструкций металлических деталировочных обусловлено требованиями соответствующего государственного стандарта – ГОСТ 21.502-2016. В пакет чертежей КМД обязательно входят следующие документы:
- Общий план сборки (ОПС) - план, показывающий расположение и взаимное соединение всех деталей и конструктивных элементов в рамках проекта.
- Чертежи деталей - подробные чертежи каждой отдельной детали с указанием размеров, формы, сечений и других характеристик, необходимых для их изготовления.
- Чертежи сборочных единиц - чертежи, показывающие, каким образом детали соединяются между собой для создания сборочных единиц и конструкций. Это могут быть чертежи сварных соединений, болтовых соединений и других типов соединений.
- Спецификации материалов - документы, содержащие информацию о материалах, используемых для изготовления деталей и конструкций. Они включают указание типа материала, его химического состава, механических свойств и других характеристик.
- Технологические карты - документы, описывающие последовательность операций по изготовлению и сборке деталей и конструкций, включая необходимые инструменты, оборудование и процессы.
- Пояснительная записка - текстовый документ, содержащий дополнительную информацию о проекте, его особенностях, технических требованиях, обоснование принятых решений и другую сопутствующую информацию.

В зависимости от специфики отрасли и особенностей конкретного проекта, перечень документации, входящей в пакет чертежей КМД, может дополняться.

## Нормативные документы
При создании технической документации для объектов, полностью изготовленных из металла или содержащих металлические компоненты, существует множество нормативных актов и стандартов, которые определяют необходимые требования и правила:
- Правила выполнения чертежей металлических конструкций - ГОСТ 2.410-68.[1]
- Надёжность строительных конструкций и оснований. Основные положения - ГОСТ 27751-2014.[3]
- О составе и оформлении строительных рабочих чертежей зданий и сооружений - СН 460-74.[4]
- Несущие и ограждающие конструкции - СП СП 70.13330.2012.[5]
- Стальные конструкции - СП 16.13330.2017.[6]